# De Slimste Mens ter Wereld 2014
De Slimste Mens ter Wereld 2014 was het twaalfde seizoen van de Belgische televisiequiz De Slimste Mens ter Wereld, uitgezonden op de Vlaamse commerciële zender VIER. Het seizoen werd gewonnen door Adil El Arbi, die in de finale won van Bart De Pauw. De derde finalist was Gert Verhulst. El Arbi volgde Gilles De Coster op, de winnaar van het vorige seizoen. De quiz werd gepresenteerd door Erik Van Looy.

## Kandidaten

### Alle deelnemers
De quiz werd uitgezonden van maandag tot en met donderdag en duurde in totaal tien weken, waaronder op het einde twee finaleweken. Elke aflevering namen drie kandidaten het tegen elkaar op, waarbij de verliezer in de volgende aflevering telkens vervangen werd door een nieuwe kandidaat. Hieronder de 33 kandidaten voor dit seizoen:
| Naam                        | Deelnames | Gewonnen |
| --------------------------- | --------- | -------- |
| Dyab Abou Jahjah            | 1         | 0        |
| Natali Broods               | 2         | 1        |
| Lennert Coorevits           | 1         | 0        |
| John Crombez                | 1         | 0        |
| Mathias De Clercq           | 1         | 0        |
| Rani De Coninck             | 1         | 0        |
| Bart De Pauw                | 8         | 5        |
| Adil El Arbi                | 7         | 3        |
| Sven De Leijer              | 4         | 3        |
| Luc De Vos                  | 4         | 1        |
| Slongs Dievanongs           | 4         | 1        |
| Jan Hautekiet               | 1         | 0        |
| Liesbeth Homans             | 1         | 0        |
| Marc-Marie Huijbregts       | 5         | 0        |
| Pedro Elias                 | 1         | 1        |
| Kirsten Lemaire             | 4         | 3        |
| Cath Luyten                 | 4         | 2        |
| Julie Mahieu                | 2         | 0        |
| Jeroen Meus                 | 2         | 1        |
| Ivan Pecnik                 | 1         | 0        |
| Marnix Peeters              | 4         | 1        |
| Jan Peumans                 | 1         | 0        |
| Thomas Smith                | 3         | 1        |
| Fatma Taspinar              | 1         | 0        |
| Lucas Van den Eynde         | 1         | 0        |
| Charlotte Vandermeersch     | 2         | 1        |
| Guillaume Van der Stighelen | 4         | 0        |
| Sarah Vandeursen            | 1         | 0        |
| Maarten Vangramberen        | 4         | 1        |
| Wendy Van Wanten            | 1         | 0        |
| Kristel Verbeke             | 1         | 0        |
| Gert Verhulst (O)           | 11        | 6        |
| Wim Willaert                | 4         | 0        |

(O) = de kandidaat is ongeslagen in de voorrondes.
| Kleurlegenda                     |
| -------------------------------- |
| Geplaatst voor de finaleweken.   |
| Opgevist voor de finaleweken.    |
| Speelt verder in de finaleweken. |

### Finaleweken
In de laatste twee weken kwamen er geen nieuwe spelers meer bij, maar keerden de beste kandidaten van het seizoen terug. Zij werden vergezeld door Pedro Elias, die rechtstreeks doorging uit de laatste gewone aflevering. Normaliter zou ook Gert Verhulst rechtstreeks doorgaan, maar vermits hij bij de beste acht van het seizoen hoorde, moest hij de quiz verlaten om later te kunnen terugkeren. Bijgevolg keerden niet de beste acht, zoals gebruikelijk, maar de beste negen deelnemers terug. Deze extra plaats werd ingevuld door Maarten Vangramberen.
| Terugkeer   | Naam                  | Deelnames | Gewonnen | Eindrank |
| ----------- | --------------------- | --------- | -------- | -------- |
| 8           | Gert Verhulst         | 1         | 0        | Brons    |
| 7           | Bart De Pauw          | 2         | 1        | Zilver   |
| 6           | Adil El Arbi          | 3         | 2        | Goud     |
| 5           | Marc-Marie Huijbregts | 3         | 0        | 4e       |
| 4           | Sven De Leijer        | 3         | 2        | 5e       |
| 3           | Kirsten Lemaire       | 1         | 0        | 8e       |
| 2           | Cath Luyten           | 4         | 1        | 6e       |
| 1           | Marnix Peeters        | 4         | 2        | 7e       |
| 1           | Maarten Vangramberen  | 1         | 0        | 10e      |
| Speelt door | Pedro Elias           | 2         | 0        | 9e       |

## Afleveringen
De quiz bestaat uit een aantal rondes waarin de kandidaten seconden kunnen scoren. De twee kandidaten met het minst aantal seconden nemen het in het finalespel of eindspel tegen elkaar op. Degene die het eerst op 0 seconden staat, verliest. In de finale-aflevering van het seizoen wordt het finalespel gespeeld tussen de twee kandidaten met de meeste seconden.
| Afl         | Datum            | Winnaar aflevering      | Winnaar eindspel            | Verliezer eindspel          |
| ----------- | ---------------- | ----------------------- | --------------------------- | --------------------------- |
| 1           | 14 oktober 2014  | Jeroen Meus             | Guillaume Van der Stighelen | Sarah Vandeursen            |
| 2           | 15 oktober 2014  | Kirsten Lemaire         | Guillaume Van der Stighelen | Jeroen Meus                 |
| 3           | 16 oktober 2014  | Kirsten Lemaire         | Guillaume Van der Stighelen | Dyab Abou Jahjah            |
| 4           | 20 oktober 2014  | Kirsten Lemaire         | Luc de Vos                  | Guillaume Van der Stighelen |
| 5           | 21 oktober 2014  | Luc de Vos              | Julie Mahieu                | Kirsten Lemaire             |
| 6           | 22 oktober 2014  | Marnix Peeters          | Luc de Vos                  | Julie Mahieu                |
| 7           | 23 oktober 2014  | Bart De Pauw            | Marnix Peeters              | Luc de Vos                  |
| 8           | 27 oktober 2014  | Bart De Pauw            | Marnix Peeters              | Wendy Van Wanten            |
| 9           | 28 oktober 2014  | Bart De Pauw            | Wim Willaert                | Marnix Peeters              |
| 10          | 29 oktober 2014  | Bart De Pauw            | Wim Willaert                | Lennert Coorevits           |
| 11          | 30 oktober 2014  | Bart De Pauw            | Wim Willaert                | Ivan Pecnik                 |
| 12          | 3 november 2014  | Cath Luyten             | Bart De Pauw                | Wim Willaert                |
| 13          | 4 november 2014  | Cath Luyten             | Bart De Pauw                | Liesbeth Homans             |
| 14          | 5 november 2014  | Adil El Arbi            | Cath Luyten                 | Bart De Pauw                |
| 15          | 6 november 2014  | Sven De Leijer          | Adil El Arbi                | Cath Luyten                 |
| 16          | 10 november 2014 | Sven De Leijer          | Adil El Arbi                | Lucas Van den Eynde         |
| 17          | 11 november 2014 | Sven De Leijer          | Adil El Arbi                | Rani De Coninck             |
| 18          | 12 november 2014 | Adil El Arbi            | Marc-Marie Huijbregts       | Sven De Leijer              |
| 19          | 13 november 2014 | Adil El Arbi            | Marc-Marie Huijbregts       | John Crombez                |
| 20          | 17 november 2014 | Natali Broods           | Marc-Marie Huijbregts       | Adil El Arbi                |
| 21          | 18 november 2014 | Gert Verhulst           | Marc-Marie Huijbregts       | Natali Broods               |
| 22          | 19 november 2014 | Slongs Dievanongs       | Gert Verhulst               | Marc-Marie Huijbregts       |
| 23          | 20 november 2014 | Gert Verhulst           | Slongs Dievanongs           | Jan Peumans                 |
| 24          | 24 november 2014 | Gert Verhulst           | Slongs Dievanongs           | Kristel Verbeke             |
| 25          | 25 november 2014 | Gert Verhulst           | Maarten Vangramberen        | Slongs Dievanongs           |
| 26          | 26 november 2014 | Maarten Vangramberen    | Gert Verhulst               | Fatma Taspinar              |
| 27          | 27 november 2014 | Gert Verhulst           | Maarten Vangramberen        | Mathias De Clercq           |
| 28          | 1 december 2014  | Charlotte Vandermeersch | Gert Verhulst               | Maarten Vangramberen        |
| 29          | 2 december 2014  | Gert Verhulst           | Thomas Smith                | Charlotte Vandermeersch     |
| 30          | 3 december 2014  | Thomas Smith            | Gert Verhulst               | Jan Hautekiet               |
| 31          | 4 december 2014  | Pedro Elias             | Gert Verhulst               | Thomas Smith                |
| Finaleweken |                  |                         |                             |                             |
| 32          | 8 december 2014  | Marnix Peeters          | Pedro Elias                 | Maarten Vangramberen        |
| 33          | 9 december 2014  | Marnix Peeters          | Cath Luyten                 | Pedro Elias                 |
| 34          | 10 december 2014 | Cath Luyten             | Marnix Peeters              | Kirsten Lemaire             |
| 35          | 11 december 2014 | Sven De Leijer          | Cath Luyten                 | Marnix Peeters              |
| 36          | 15 december 2014 | Sven De Leijer          | Marc-Marie Huijbregts       | Cath Luyten                 |
| 37          | 16 december 2014 | Adil El Arbi            | Marc-Marie Huijbregts       | Sven De Leijer              |
| 38          | 17 december 2014 | Bart De Pauw            | Adil El Arbi                | Marc-Marie Huijbregts       |
| Finale      | Finale           | Slimste Mens            | Verliezer eindspel          | Verliezer aflevering        |
| 39          | 18 december 2014 | Adil El Arbi            | Bart De Pauw                | Gert Verhulst               |

## Jury
De jury bestaat uit een vast jurylid en een gastjurylid.
De vaste juryleden waren afwisselend Philippe Geubels, Lieven Scheire, Bart Cannaerts, Bruno Vanden Broecke. Op voorhand was Herman Brusselmans ook als vast jurylid genoemd. Hij was dan wel vaak aanwezig, maar was enkel als gastjurylid te zien.
| Jurylid               | Afleveringen                                       |
| --------------------- | -------------------------------------------------- |
| Philippe Geubels      | 1, 3, 8, 9, 12, 13, 18, 19, 22, 23, 28, 29, 38, 39 |
| Lieven Scheire        | 6, 7, 16, 17, 23, 26, 27, 30, 31, 34, 35, 39       |
| Herman Brusselmans    | 2, 6, 10, 12, 17, 20, 22, 26, 28, 35, 36           |
| Bart Cannaerts        | 1, 2, 15, 20, 21, 24, 32, 33, 36, 37               |
| Bruno Vanden Broecke  | 4, 5, 10, 11, 14, 15, 25                           |
| Gastjurylid           | Afleveringen                                       |
| Frank Focketyn        | 3, 21, 34                                          |
| Jonas Geirnaert       | 5, 27, 33                                          |
| Jelle De Beule        | 7, 14, 30                                          |
| Henk Rijckaert        | 11, 16, 31                                         |
| Jeroom Snelders       | 19, 32, 38                                         |
| Jani Kazaltzis        | 4, 29                                              |
| Adriaan Van den Hoof  | 8, 37                                              |
| Ruth Beeckmans        | 13, 25                                             |
| Stefaan Degand        | 9                                                  |
| William Boeva         | 18                                                 |
| Steven Van Herreweghe | 24                                                 |

## Trivia
- Het seizoen ging van start op een dinsdag. Op maandag 13 oktober werd er een wedstrijd van de Rode Duivels gespeeld. Daarom zijn er slechts 31 in plaats van 32 afleveringen in de voorronde, en nemen er 33 in plaats van 34 kandidaten deel.
- Dit seizoen werd voor het eerst in de geschiedenis van het programma het record van elf opeenvolgende deelnames gebroken. Gert Verhulst overleefde zijn elfde aflevering in de laatste aflevering van de voorronde, waardoor hij geen twaalfde keer meer kon deelnemen. Hij verdween even uit het spel om als laatste terug te keren in de seizoensfinale. In die eindaflevering werd hij uiteindelijk derde waardoor hij het finalespel niet meer moest spelen. Hierdoor heeft Verhulst geen enkel finalespel verloren, hij is de enige kandidaat in de geschiedenis die het eindspel nooit verloor.
- In de eindaflevering verbrak Adil El Arbi het record van de hoogste score. Hij behaalde 557 seconden, wat meteen ook de hoogste score ooit is in een seizoensfinale.